# Raqymschan Rosybakijew
Raqymschan Rafkatuly Rosybakijew (kasachisch Рақымжан Рафкатұлы Розыбакиев, russisch Рахимжан Рафкатович Розыбакиев Rachimschan Rafkatowitsch Rosybakijew; * 2. Januar 1991 in Alma-Ata, Kasachische SSR) ist ein kasachischer Fußballspieler, der seit 2016 bei Tobol Qostanai in der Premjer-Liga unter Vertrag steht.

## Karriere
Rosybakijew begann seine Karriere beim FK Qairat Almaty in der zweiten Mannschaft. Zur Saison 2009 kam er in den Profi-Kader von Qairat Almaty, der in dieser Spielzeit in der Ersten Liga spielte. Seinen ersten Einsatz hatte er am 2. Mai 2009 (1. Spieltag) gegen Bolat-AMT Temirtau, als er in der 90. Minute eingewechselt wurde. Sein erstes Tor konnte er am 7. Juli 2009 im Heimsieg gegen Ekibastusez Ekibastus erzielen; nachdem er in der 88. Minute eingewechselt wurde, traf er in der Nachspielzeit zum 7:1-Endstand. Insgesamt absolvierte er in dieser Spielzeit neun Spiele, wobei er ein Tor erzielen konnte. Mit neu Punkten Vorsprung auf den Tabellenzweiten konnte Almaty wieder in die Premjer-Liga aufsteigen. Das erste Premjer-Liga-Spiel bestritt Rosybakijew am 8. Juni 2010 gegen Ertis Pawlodar (0:0) und seinen ersten Premjer-Liga-Treffer konnte er 15. Oktober im Heimspiel gegen Aqschajyq Oral (2:1) erzielen.
Zur Saison 2013 wechselte er wieder in die Erste Liga zu Oqschetpes Kökschetau, wo er auf insgesamt 31 Spiele kam, in denen er fünf Tore erzielte. Am 29. Januar 2014 unterschrieb Rosybakijew einen Vertrag bei Qaisar Qysylorda.

## Erfolge
- Meister der Ersten Liga: 2009